# Great Milton
Great Milton is een civil parish in het bestuurlijke gebied South Oxfordshire, in het Engelse graafschap Oxfordshire met 790 inwoners.

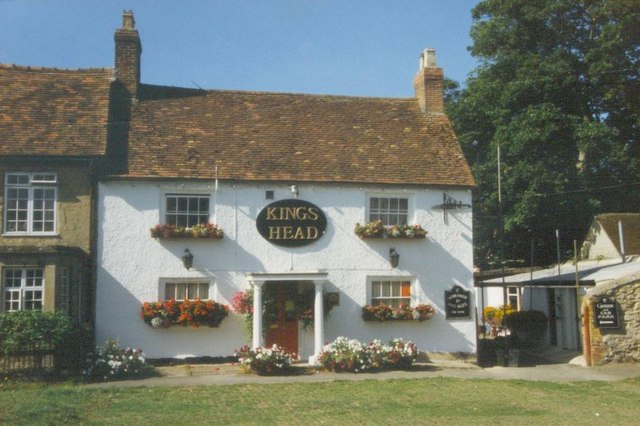
Kings Head